# 永恒天父之子
《永恒天父之子》（拉丁語：Aeterni Patris Filius）是教宗额我略十五世于1621年11月15日发布的诏书，旨在规范教宗选举的程序。该诏书与1622年的《罗马宗座应该》（Decet Romanum pontificem）共同构成了直至20世纪教宗选举的规范基础。该诏书对教宗选举制度进行了多项改革，制定了系统化的规则，旨在减少枢机主教团内部派系的影响力以及世俗君主对教宗选举的干预。它为教宗选举程序确立了一般性规则，而后续的《罗马宗座应该》则专注于教宗选举的礼仪方面。

## 背景

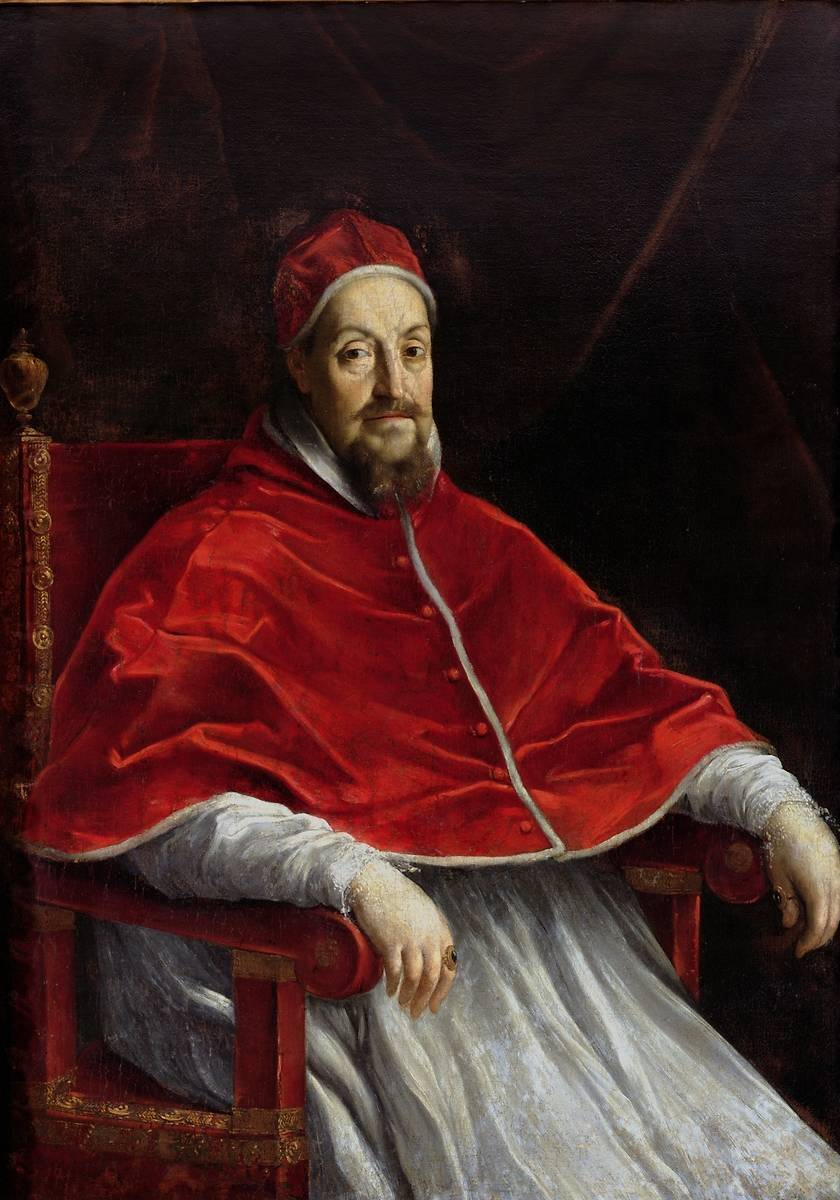
额我略十五世

自教宗儒略二世以来，大多数教宗一直致力于对教宗选举会议进行改革，然而成效有限。这是因为在许多情况下，教宗在发布包含改革内容的法令之前便已去世。当代研究表明，《永恒天父之子》是儒略二世于1505年通过《如此神圣》宪令所发起的改革之巅峰，随后其他教宗也对此进行了延续。然而，近期的学术研究对各次秘密会议改革之间是否存在完全的连续性提出了质疑。
额我略十五世广泛征求改革意见，并听取了罗伯特·贝拉尔米内和费代里科·博罗梅奥的建议。他们主张废除一致欢呼这项选举制度，认为该制度无法准确反映实际投票数，并且损害了选举的保密性。此外，他们还提出了一些更为激进的改革方案，包括在已故教宗遗体前举行选举会议，并规定只有在第一轮投票中排名前六的候选人才能参与后续投票。如果未能选出教宗，则每天将淘汰一位候选人。尽管该计划的优点在于它可以将选举时长控制在一周以内，但额我略十五世最终还是选择拒绝了该方案，这是因为在他看来这项方案过于激进。

## 改革
额我略十五世制定了一项规定，要求候选人必须通过秘密投票获得秘密会议选举人三分之二的选票才能当选。这一改革削弱了秘密会议中各派系领导者的权力，并引发了许多天主教君主的不满。
额我略十五世并没有像贝拉尔米内和博罗梅奥所期望的那样废除一致欢呼这项选举制度，但他作出规定必须先进行秘密投票才能进行选举，而教宗诏书中也明确规定选举将以书面秘密投票的方式进行。在投票之前，枢机主教们必须宣誓投票选出他们认为有资格担任教宗的人，并将他们的投票结果写在写有“我选择的至高教宗是我的枢机主教……”的纸上。所写誓言的目的是为了防止枢机主教在投票时偏袒其友人或投下玩笑票。同时，纸质选票的措辞也暗示了下一任教宗将从枢机主教中选出，尽管《永恒天父之子》并未明确禁止选举人投票给非枢机主教团的成员。
这些改革与额我略十五世于1622年颁布的《罗马宗座应该》共同构成了教宗选举的基础。直到20世纪，除了本笃十五世和若望保禄一世之外，几乎所有教宗均对教宗选举的规则进行了修订。